# Klebsiella aerogenes
Espèce
Synonymes
- Enterobacter aerogenes Hormaeche & Edwards 1960

Klebsiella aerogenes (anciennement Enterobacter aerogenes) est une bactérie Gram négative, oxydase -, catalase +, citrate de simmons +, indole -. Elle appartient à la famille des Entérobactéries. C'est un bacille, de 1 à 3 micromètres de longueur, qui peut se déplacer grâce à un ensemble de flagelles. (ciliature péritriche).
Cette bactérie peut être responsable d'infections nosocomiales, et peut causer des infections opportunistes. La plupart de ces infections sont sensibles aux antibiotiques. Cette bactérie possède néanmoins des mécanismes de résistance aux antibiotiques, notamment des β-lactamases, et peut donc devenir rapidement résistante aux antibiotiques standards au cours du traitement, nécessitant le recours à d'autres antibiotiques.

## Résultats à des tests d'identification biochimiques
Les valeurs des caractères listés sont toujours à prendre avec relativité des variants pouvant être identifiés.
| Méthode d'identification   | Résultat du test |
| -------------------------- | ---------------- |
| Mobilité                   | Positif          |
| Indole                     | Négatif          |
| Rouge de méthyle           | Négatif          |
| VP                         | Positif          |
| Citrate de Simmons         | Positif          |
| Nitrate réductase          | Positif          |
| H2S                        | Négatif          |
| Hydrolyse de l'urée        | Négatif          |
| Oxydase                    | Négatif          |
| Catalase                   | Positif          |
| Fermentation du Glucose    | Positif          |
| Fermentation du Lactose    | Positif          |
| Fermentation du Saccharose | Positif          |
| Fermentation du Maltose    | Positif          |
| Arginine dihydrolase       | Négatif          |
| Ornithine décarboxylase    | Positif          |
| Lysine décarboxylase       | Positif          |
| Hydrolyse de la gélatine   | Négatif          |